# SŽD-Baureihe 23
Die SŽD-Baureihe 23 war eine Dampflokomotive der Sowjetischen Eisenbahnen (SŽD) in russischer Breitspur, ausgeliefert 1949. Die Reihenbezeichnung wurde von der Achslast der Lokomotive mit 23 t abgeleitet. Nicht selten wird die Lokomotive in der Literatur auch als Reihe уу (UU) nach dem Hersteller Lokomotivfabrik Ulan-Ude bezeichnet. Sie entstand als Versuchslokomotive in der Zeit nach Beendigung des Deutsch-Sowjetischen Krieges, als eine große Steigerung des Güterverkehres zu verzeichnen war. Gebaut wurde nur ein Exemplar.

## Vorgeschichte
Nach der Beendigung des Deutsch-Sowjetischen Krieges stieg der Güterverkehr in der Sowjetunion im Zusammenhang mit der Wiederherstellung der Volkswirtschaft an. Das erforderte leistungsfähigere Lokomotiven als die in der Produktion befindlichen Reihen CO und Л. Der Weiterbau der SŽD-Baureihe ФД schied auf Grund einiger Konstruktionsmängel aus (schwacher Rahmen, ungenügender Wirkungsgrad).
Seinerzeit wurde auf den Hauptstrecken in der UdSSR das Schienenprofil R 50 mit einer Masse von 50 kg/m eingebaut, wodurch eine Erhöhung der zulässigen Achslast auf 23 Tonnen möglich wurde. Die Lokomotiven der Reihe ФД hatten eine Kuppelachslast von 20 Tonnen. 1946 empfahl eine Kommission für die Wahl neuer Lokomotivtypen unter Vorsitz von Sergej Petrovitsch Suichomjatnikov die Entwicklung einer Dampflokomotive mit einer Reibungsmasse von 112 bis 115 t. Die Lokomotiven dieser Baureihe sollten fünf Kuppelachsen mit einer Achslast von 22,5 bis 23 Tonnen erhalten. Mit der Entwicklung wurden die Lokomotivfabriken Ulan-Ude, Lugansk und Kolomna beauftragt. Bei der Konstruktion wählten die Hersteller unterschiedliche Lösungsansätze.
Die Konstrukteure der Lokomotivfabrik Kolomna gingen von einer Erhaltung des Achsdruckes von 19 t aus, nur sollte für die Unterbringung eines leistungsstärkeren Kessels die Anzahl der Achsen erhöht werden. Daher konnte diese Lokomotive auf den meisten Strecken der UdSSR eingesetzt werden. Bald darauf erschien eine Probelokomotive der Reihe П34.
Die Konstrukteure der Lokomotivfabrik Luhansk konstruierten eine Lokomotive mit einem Brown-Triebwerk aus, bei der der Kreuzkopf entfallen konnte und außerdem die hin- und hergehenden Massen verringert werden konnten. Die Zylinder lagen in Fahrzeugmitte über den Kuppelachsen und wirkten auf zweiarmige Übertragungshebel, an deren unterem Ende die Treibstangen angelenkt waren. Die Lokomotive erhielt die Reihenbezeichnung ОР23.

## Schicksal der Lokomotive
Die Lokomotivfabrik Ulan-Ude stellte eine Dampflokomotive auf der Grundlage der Reihe ФД vor. Sie war in einigen Teilen verstärkt und mit einem neuen, größeren Kessel ausgerüstet worden. Die Lokomotive wurde unter der Leitung des Hauptkonstrukteurs P. M. Scharoiko konstruiert und mit der vorläufigen Reihenbezeichnung УУ im Jahr 1949 fertiggestellt. Die charakteristische Besonderheit der Lokomotive war die hohe Achslast von 23 Tonnen.
Von den genannten Versuchslokomotiven bewährte sich diese Lokomotive am besten und soll eine Leistung bis 4200 PS entwickelt haben.
Nach dem Abschluss der zugkraft- und wärmetechnischen Erprobung beim Allrussischen Forschungsinstitut für Schienenverkehr im Jahr 1950 wurde die Lokomotive mit der Baureihenbezeichnung 23 für die Betriebserprobung im Depot Krasnyj Lyman Север (Nord) beheimatet, wo sie mit Dampflokomotiven der Reihe ФД eingesetzt wurde. Sie lief erfolgreich bis 1960 auf den schweren Abschnitten um Krasnyj Lyman.
Im Februar 1956 wurde jedoch auf dem 20. Parteitag der KPdSU beschlossen, keine Dampflokomotiven mehr zu bauen. Stattdessen sollten nur noch Diesellokomotiven und Elektrolokomotiven gefertigt werden. Damit waren die Voraussetzungen für eine Serienfertigung entfallen, obwohl die Probelokomotive leistungs- und verbrauchsmäßig überzeugt hatte. Der weitere Einsatz und die Ausmusterungsdaten gehen aus der Literatur nicht hervor.